# Quarzite

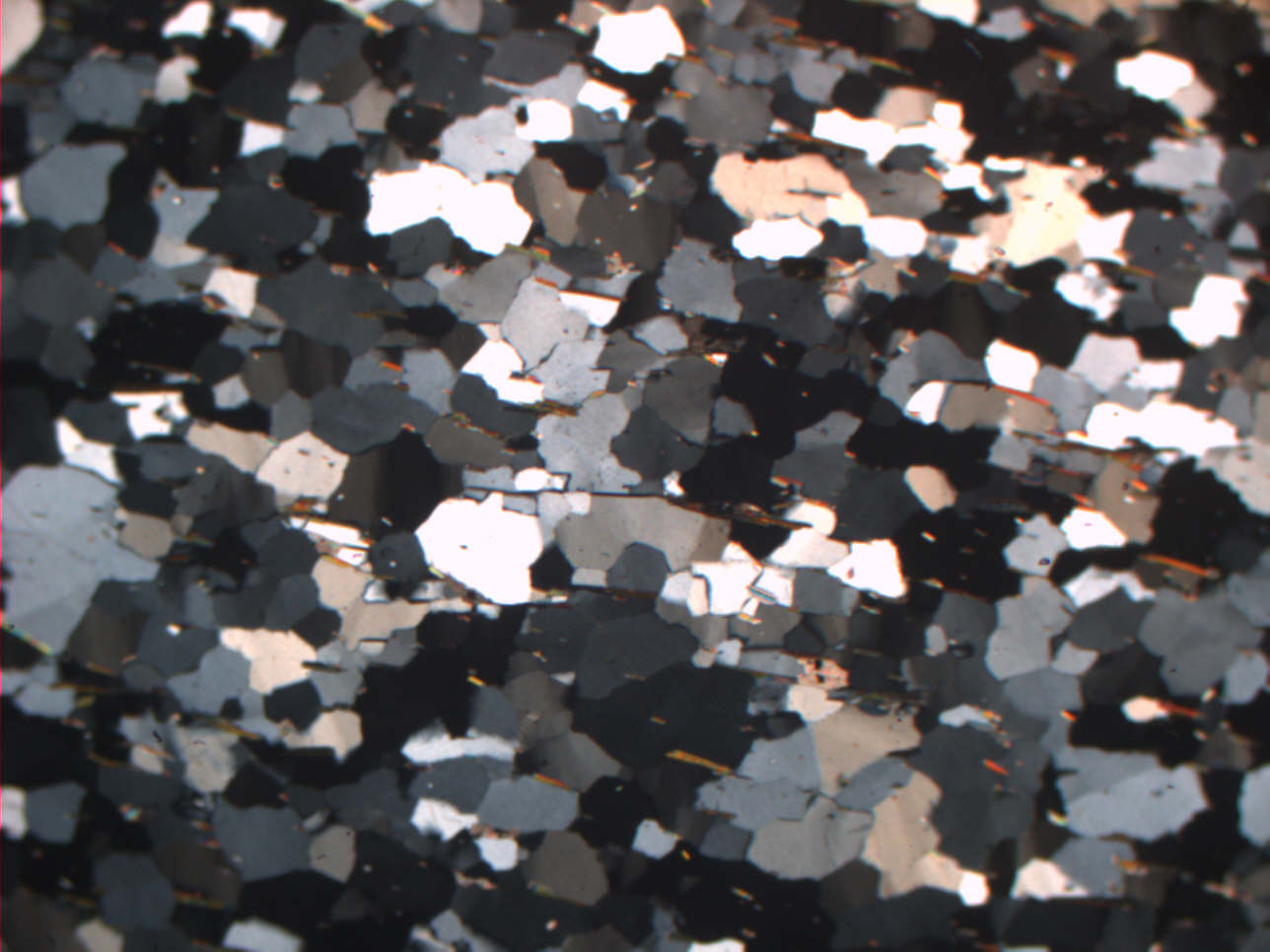
Sezione sottile di quarzite

La quarzite è un tipo di roccia metamorfica composta in netta prevalenza da quarzo. Deriva dallo smantellamento e successivo passaggio metamorfico di quarzo arenite.
Le varietà più incolori, trasparenti, sono composte quasi esclusivamente di quarzo. Al quarzo possono essere associati altri minerali quali miche, feldspato potassico, plagioclasi, carbonati, ecc. Data la grande stabilità del quarzo (minerale non alterabile facilmente), le informazioni sul grado metamorfico della quarzite, sono date proprio dai minerali accessori eventualmente contenuti nella quarzite. La tessitura è prevalentemente massiva, ma la presenza di miche può trasformarla in scistosa.
La selce, roccia sedimentaria composta quasi esclusivamente di silice, non va confusa con la quarzite.
Per le sue ottime capacità meccaniche e resistenza agli agenti atmosferici ha impiego in edilizia; è utilizzata per il suo elevato contenuto in silice come materia prima nell'industria dei refrattari e della ceramica, nonché in quella della produzione del vetro.